# 水谷幸正
水谷 幸正（みずたに こうしょう、1928年4月1日 - 2014年2月7日）は、日本の仏教学者。学校法人東海学園元理事長、佛教大学元学長、学校法人佛教教育学園元理事長、浄土宗元宗務総長。専攻は仏教学。位階は従四位。

## 経歴
1928年、三重県阿山郡伊賀町（現・伊賀市）で生まれた。佛教専門学校（現・佛教大学）を卒業し、龍谷大学大学院文学研究科に進んだ。1956年に修了。
1979年、学位論文『浄土教と如来蔵思想の研究』を佛教大学に提出して文学博士号を取得。
宗門にあっては、京都府京都市伏見区の三縁寺住職。1999年11月、浄土宗の宗務総長に選ばれた（2003年11月再選）。2006年12月に辞任。
2014年2月7日、肝臓内胆管がんのため死去。85歳没。歿日付で従四位。また、2017年5月、紫野キャンパス礼拝堂が落成し、「水谷幸正記念館」の名称が与えられている。

## 受賞・栄典
- 2009年：春の叙勲で旭日中綬章受章[5]。
- 2014年：従四位

## 著作
- 『佛教概論』浄土宗教学局 1965
- 『児童心理学』佛教大学通信教育部 1980
- 『善導大師の本意』中外日報出版局 1980
- 『仏教とターミナル・ケアに関する研究』(全3巻) 佛教大学 1988-1993
- 『浄土選書22　仏教を知る：二十一世紀を生きる人たちのために 』浄土宗 1994
- 『ターミナルケア従事者の教育に関する研究：特にビハーラ僧(仏教チヤプレン)の養成に関して』佛教大学 1996
- 『仏教とターミナル・ケア』宝蔵館 1996
- 『浄土宗現代法話大系第2巻　仏説無量寿経』同朋舎出版 1997
- 『浄土宗現代法話大系第5巻　高祖善導大師』同朋舎出版 1997
- 『仏教思想と浄土教』思文閣出版 1998
- 『佛教大学鷹陵文化叢書1　仏教・共生・福祉』思文閣出版 1999
- 『佛教大学鷹陵文化叢書別巻　こころの時代：21世紀の仏教と世界平和』思文閣出版 2002
- 『佛教大学鷹陵文化叢書別巻　善導大師と法然上人：念仏に生きる』思文閣出版 2008

論文
- CiNii>水谷幸正
- INBUDS>水谷幸正

動画
- 「言葉の重み」 水谷幸正 佛教教育学園理事長 浄土宗元宗務総長youtube

記念論集
- 『佛教教化研究』（水谷幸正先生古稀記念会、思文閣出版、1998年）
- 『佛教福祉研究』（水谷幸正先生古稀記念会、思文閣出版、1998年）

## 参考資料
- 「水谷幸正先生と佛教大学」佛教大学編 2014年